# Euvrilletta occidentalis
Euvrilletta occidentalis là một loài bọ cánh cứng thuộc chi Euvrilletta trong họ Ptinidae.